# Vilém Mrštík

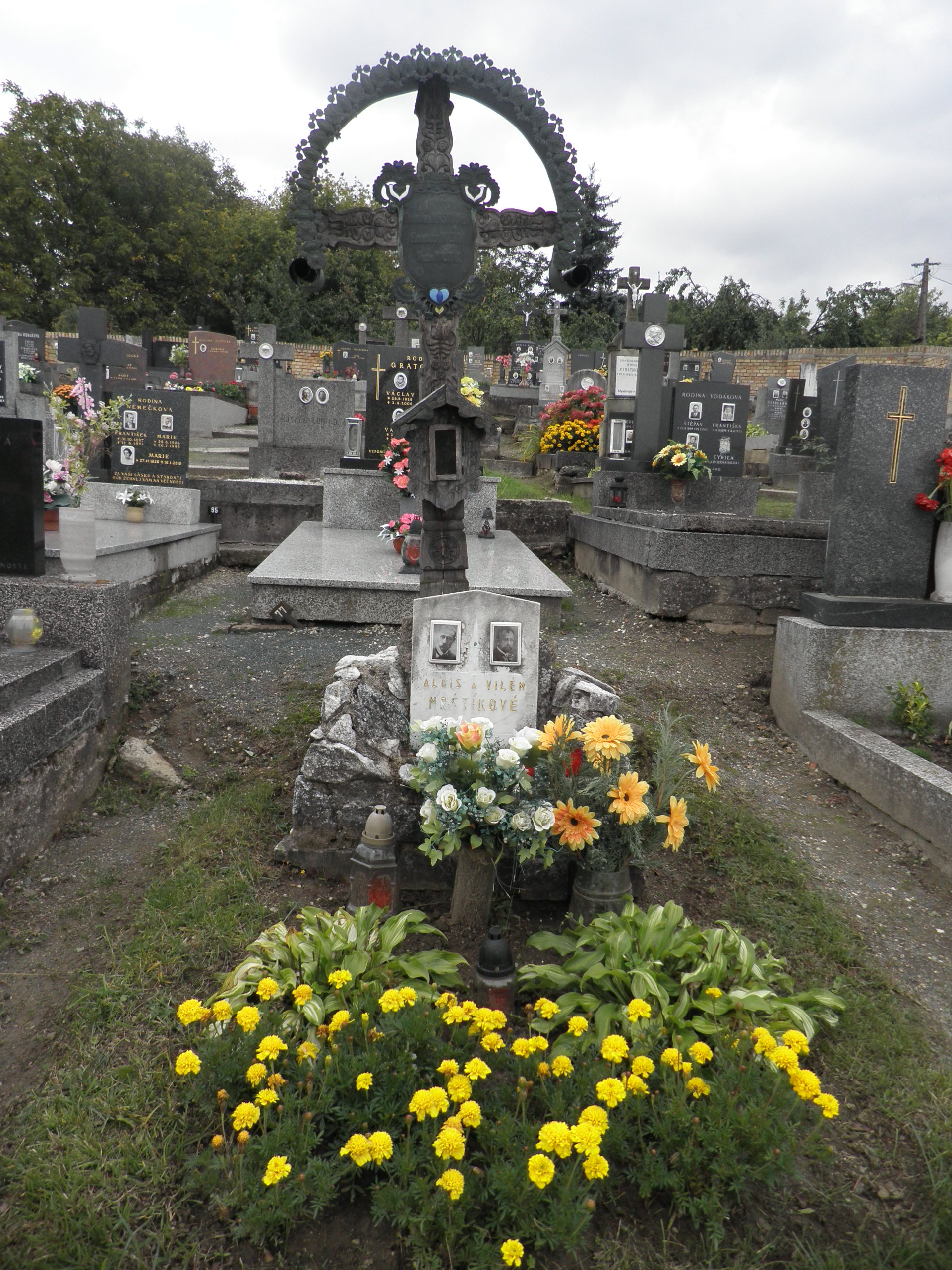
Diváky, hrob Viléma Mrštíka s podobenkami obou bratrů

Vilém Mrštík (14. května 1863 Jimramov – 2. března 1912 Diváky) byl moravský učitel, spisovatel, dramatik, překladatel a literární kritik. Část díla napsal se svým bratrem Aloisem Mrštíkem, a jsou proto známi jako autorská dvojice bratři Mrštíkové.

## Život

### Původ, sourozenci a sňatek
Vilém Mrštík se narodil v Jimramově na Českomoravské vrchovině jako druhý ze sourozenecké čtveřice synů ševce Aloise (1834–1918) a švadleny Františky rozené Elisové. Už roku 1869 se s rodiči a bratry Aloisem (1861–1925), Františkem (1865–1909) a Norbertem (1867–1905) odstěhoval do Ostrovačic a záhy (1875) pak do Brna. Vystudoval gymnázium v Brně a v Praze na Malé Straně. Po maturitě se v Praze pokusil o studia práv, ale pro umělecké zájmy je nedokončil. V letech 1891–1898 bydlel v Praze a pracoval jako úředník úrazové pojišťovny. Při tom se věnoval literární a společenské činnosti. Pro zhoršující se psychické problémy odstěhoval zpět na Moravu k bratrovi Aloisovi do Diváků. Roku 1904 se tam oženil s literárně nadanou Boženou Pacasovou z Hejčína u Olomouce (napsali spolu divadelní hru Anežka).

### Tvorba
Od roku 1895 patřil Vilém k signatářům Manifestu České moderny. Zařadil se k překladatelům a propagátorům ruského realismu, hlavně Dostojevského, Turgeněva, Gogola a Tolstého, podobnou pozornost věnoval i francouzským realistům. Zabýval se i literární kritikou, kde obhajoval syrovost a pravdivost francouzského realismu, především Émila Zoly a Guy de Maupassanta. Vilém Mrštík kromě své knižní tvorby přispíval do Zory, Ruchu, České revue a později i do Lumíru.
Část Vilémova literárního díla vznikla ve spolupráci s bratrem Aloisem. Nejdůležitějším výsledkem této spolupráce bylo drama Maryša, které bývá označováno za vrchol české realistické dramatické tvorby. Vilém také zčásti přispěl k původně devítisvazkové vesnické kronice Aloise Mrštíka Rok na vsi. Nadčasovou hodnotu si zachovala polemická brožura Bestia triumphans z roku 1897, ve které se věnoval otázkám ochrany pražských památek (obálku nakreslila Zdenka Braunerová, s níž poutal Viléma hluboký vztah). Lyrickou notu si Vilém vyzkoušel v Pohádce máje. Příběh lehkomyslného studenta Ríši a jeho milované Helenky se stal klasickým dílem, které vzbudilo velký ohlas v široké veřejnosti. Vedle mnoha knižních vydání bylo dvakrát zfilmováno (1926 – němý film režiséra K. Antona a 1940 film O. Vávry), dvakrát zdramatizováno (1942 B. Stejskal a B. Vrbský a 1955 L. Pleva) a J. Kvapil Pohádku máje zpracoval jako operu (premiéra r. 1950 v Národním divadle). Prvky naturalismu má Vilémova Santa Lucia. Poslední a nedokončené dílo Zumři jako by předznamenalo tragický konec Vilémova života.

### Vášeň pro včelaření
Vilém, ale také jeho bratr Alois, byli vášnivými včelaři. Včelín, který Vilém vlastnil, čítal až devadesát včelstev. Byl rovněž autorem některých technických inovací. Maketa jeho vylepšeného úlu je k vidění v památníku Viléma Mrštíka v Helenčině údolí mezi Diváky a Boleradicemi. Po Vilémově tragickém úmrtí se o jeho včelín starali jeho otec a bratr Alois.

### Poslední léta
Poslední léta prožil Vilém Mrštík už jen v Divákách, kde byl jeho bratr Alois správcem obecné školy. Spolu s ním pak v letech 1907 až 1910 redigoval Moravsko-slezskou revui. Vilém Mrštík se už dříve necítil dobře psychicky ani fyzicky, prožíval zklamání v tvorbě, vnímal se jako málo uznávaný, především v pražských literárních kruzích, a svůj autobiografický román Zumři, na němž si zakládal, psal už jen s velkými obtížemi. Trpěl představou, že těžce onemocní a bál se dlouhého umírání, míval pocit, že ho lidé v obci neustále sledují. Tento stihomam ještě více prohloubil jeho dlouhodobou chorobnou psychickou krizi. Záchvaty melancholie a těžké deprese byly stále častější. V předjaří roku 1912 si v těžkém duševním rozpoložení ve sklípku u svého včelína prořízl hrdlo a probodl srdce.

## Dílo

### Próza
- Santa Lucia – román, příběh osamocení, sebeuvědomění, ztráty iluzí a smrti chudého brněnského studenta po jeho příchodu do Prahy. Vilém v něm vykreslil s impresionistickou senzualitou a s ostře viděnými detaily skeptický obraz reality. V knize vyznává autor svou lásku k Praze. Praha: Spolek pro vydávání laciných knih českých, 1893[11]
- Stíny: sbírka belletristických prací – Praha: Jan Otto, 1894
- Obrázky: kniha cest – Praha: František Šimáček, 1894[12]
- Bestia triumphans – Praha: Rozhledy, 1897[7]
- Bavlnkovy ženy a jiné povídky – spolu s Aloisem Mrštíkem. Praha: J. Otto, 1897[13]
- Pohádka máje – impresionistický román, jednoduchý příběh mladistvé milostné citovosti a romantické senzitivitě, ústící v útěk před všedním měšťáctvím do přírody. Kniha pojednává o vztahu měšťáckého a pohodlného Ríši k poctivé, milé a prosté venkovské dívce Helence. Praha: J. Otto, 1897[14]
- O významu boje za Prahu pro náš kulturní život – Praha: s. n., 1899
- Osvětou k svobodě: předneseno v Klubu přátel umění v Brně dne 18. března r. 1900 – akademickému čtenářskému spolku Zoře v Brně věnuje Vilém Mrštík. Brno: KPU, 1900
- Moje sny: Pia Desideria: epištoly, úvahy, essaye, studie, články, kritiky, polemiky i s pamflety – Praha: Máj, 1901
- Babetta, Verunka a drobné povídky – Praha: Máj, 1902
- Rok na vsi – rozsáhlá kronika moravské dědiny, jejímž autorem je Alois Mrštík, ale na němž se Vilém zčásti podílel. Praha: Máj, 1904[15]
- Dojmy z cest po Šumavě, Krkonoších
- Kniha cest – povídky, lyrické prozy a črty, okouzlení jihomoravskou a českou přírodou, malířské vidění bezprostředně zachycující smyslové podněty, dojmy. Realisticky laděné příběhy z moravského venkova a pražského prostředí. Praha: Máj, 1904
- Zlatá nit – tematicky nesourodý soubor přírodních i rodinných obrázků, bezprostředních nápadů, črt, úvah a epigramů, dílo je výrazem tvůrčí krize. Praha: J. Otto, 1907
- A. F. Pisemskij – Praha: J. Otto, 1908
- Hospodářské vztahy k umění: přednáška – s Aloisem. Brno: Vesna, 1909
- Povídky: výběr z moravských autorů. Díl I. – uspořádal Miloslav Hýsek; [Povídka na Moravě – Miloslav Hýsek; Helvítka – Jan Herben; Parlament – Alois Mrštík; Návrat – Vilém Mrštík; Kdyby tu šel mistr z Nazareta – Josef Uher]. Moravská Ostrava: Družstvo Moravsko-slezské revue, 1911
- Monako – novela; In: 1000 nejkrásnějších novel č. 2. Praha: J. R. Vilímek, 1911
- Zumři – rozsáhlý román, na kterém Mrštík pracoval od poloviny 90. let, vycházel po částech časopisecky. Praha: J. Otto, 1912
- Výbor z belletrie – s úvodem od Jaroslava Kampra; druhé vydání. Praha: František Topič, 1922
- Krásná země – Břeclav: 1935
- Cesta do Ruska: listy z Nižního Novgorodu: 1896 – podle autorova rukopisu k vydání připravil a doslovem opatřil Jan Vladislav. Praha: Arkýř, 1992

### Divadelní hry
- Maryša (1. vyd. a premiéra v Národním divadle r. 1894) – Tato hra patří k vrcholům českého realistického dramatu konce 19. století. Pozoruhodným způsobem zasáhla do příštího vývoje české dramatické tvorby. Stavba hry je prostá, je to syrové drama dívky provdané za bohatého vdovce. Její nešťastný život vyústí v revoltující akt, vraždu manžela jedem. Hra vznikla z podnětu, který Alois původně zamýšlel a rozpracoval jako román, ale Vilém ho přemluvil k dramatu – zřejmě měl rozhodující podíl i na konečné podobě hry. Dodnes je Maryša součástí klasického repertoáru českých divadel. Byla uváděna i v cizině.[16]
- Paní Urbanová (1. vyd. 1889, premiéra v Divadle bratří Mrštíků v Brně r. 1955) – naturalistické drama o manželské nevěře[17]
- Anežka (1. vyd. a premiéra v Národním divadle r. 1912) – drama v pěti jednáních, jehož původní verzi sepsala Vilémova manželka Božena Mrštíková. Tragický milostný vztah, souboj rozumu s citem. Umělec, který touží uskutečnit svůj tvůrčí sen, obětuje lásku i život milující dívky

### Překlady
- Strž: román o pěti částech. – I. A. Gončarov. Praha: Jan Otto, 1861–1862
- Zlatem a mlatem: román – Alexej Ivanovič Michajlov – Praha: František Šimáček, 1887
- Uražení a ponížení: román – F. M. Dostojevský. Praha: F. Šimáček, 1888
- Kousek chleba: povídka – Arkadij Jakovlevič Lejkin. Praha: J. R. Vilímek, 1888
- Silhuetky – Catulle Mendes; z francouzštiny. Třebíč: J. F. Kubeš, 1888
- Vojna a mír – L. N. Tolstoj. Praha: F. Šimáček, 1888–1889
- Tři povídky – I. S. Turgeněv. Praha: Alois Hynek, 1888
- Pokušení: povídka – Vsevolod Vladimirovič Krestovský. Praha: F. Šimáček, 1892
- Láska: román – Ignatij Nikolajevič Potapenko. Praha: F. Šimáček, 1893
- Červený květ a jiné novely – V. M. Garšin. Praha: F. Šimáček, 1894
- Rozbouřené moře: román – Aleksej Feofilaktovič Pisemskij. Praha: J. Otto, 1894
- Piková dáma a jiné novely – A. S. Puškin. Praha: F. Šimáček, 1894
- Oblomovština: kritický rozbor románu "Oblomov" od J. A. Gončarova – N. A. Dobroljubov. Praha: Rozhledy, 1896
- Povídky – V. M. Garšin. Praha: Edvard Grégr, 1896
- Povídky Gustava Flauberta – V. M. Garšin. Praha: E. Grégr, 1896
- Humoresky – J. A. Lejkin. Praha: J. Otto, 1896
- Hňup; Bojarština – A. F. Pisemskij. Praha: J. Otto, 1898
- Vláda tmy, čili, Jen drápek uváz’, a ztracen je celý ptáček: drama o pěti dějstvích – L. N. Tolstoj. Praha: J. Otto, 1900
- Řada belletristických prací Gleba Uspenského – Praha: E. Grégr, 1901
- Oblomov: román ve čtyřech dílech – I. A. Gončarov; rediguje Pavel Papáček. Praha: J. Otto, 1902–1903
- Tisíc duší: roman o čtyřech částech – A. F. Pisemskij; rediguje Pavel Papáček. Praha: J. Otto, 1905
- Sluhové starého věku: román – I. A. Gončarov. Praha: J. Otto, 1906

#### Online dostupná díla
- MRŠTÍK, Alois; MRŠTÍK, Vilém. Maryša: drama v pěti jednáních s proměnou. Praha: Otakar Růžička, 1940. Dostupné online.
- MRŠTÍK, Vilém. Bestia triumphans. Praha: Rozhledy, 1897. Dostupné online. Proslulý manifest protestující proti plánované asanaci v historickém centru Prahy, esej na obranu starobylého historického rázu města proti modernímu vandalismu, proti nekulturním zásahům tehdejšího pražského magistrátu a ničení stavebních památek.
- MRŠTÍK, Vilém. Paní Urbanová. Praha: nákladem vlastním, 1889. Dostupné online. Děj dramatu Viléma Mrštíka se odehrává v okresním městě a jeho hlavní postavou je žena obchodníka Urbana.
- MRŠTÍK, Vilém. Pohádka máje. Praha: Vyšehrad, 1949. Dostupné online.
- MRŠTÍK, Vilém. Santa Lucia. Praha: J. Otto, 1921. Dostupné online.
- MRŠTÍK, Alois; MRŠTÍK, Vilém. Bavlnkovy ženy a jiné povídky. Praha: J. Otto, 1923. Dostupné online.
- Rok na vsi – rozsáhlá kronika moravské dědiny, jejímž autorem je Alois Mrštík, ale na němž se Vilém zčásti podílel
- Obrázky – kniha cest